# Associazione Sportiva Fiammamonza Dilettante 2009-2010
Questa voce raccoglie le informazioni riguardanti la Associazione Sportiva Fiammamonza Dilettante nelle competizioni ufficiali della stagione 2009-2010.

## Divise e sponsor
La tenuta principale riprende lo schema già utilizzato nella precedente stagione, completamente rossa con colletto e bordi della maglia bianchi. Sponsor principale era Monticello, il fornitore delle tenute Erreà.
|  | 1ª divisa |  | 2ª divisa |

## Organigramma societario
Area direttiva
- Vicepresidente: Gaetano Galbiati
- Segretario generale: Jana Nováková
- Addetta stampa: Alice Zaghini

Area tecnica
- Allenatore squadra primavera: Davide Del Giudice
- Allenatore dei portieri: Giovanni Baviera
- Preparatore atletico: Raoul Bertarelli

Area sanitaria
- Medico sociale: Giacomo Mosca
- Massaggiatore: Giuseppe Terenzio

## Rosa
Rosa aggiornata alla fine della stagione.
| N. |                    | Ruolo | Calciatrice      |
| -- | ------------------ | ----- | ---------------- |
|    | Italia (bandiera)  | D     | Paola Balconi    |
|    | Italia (bandiera)  | P     | Veronica Brilli  |
|    | Italia (bandiera)  | D     | Corinne Cereda   |
|    | Italia (bandiera)  | D     | Lidia Cereda     |
|    | Italia (bandiera)  | D     | Laura Donghi     |
|    | Italia (bandiera)  | P     | Giada Ferraro    |
|    | Brasile (bandiera) | A     | Mariane Gaburro  |
|    | Italia (bandiera)  | D     | Elisa Galbiati   |
|    | Italia (bandiera)  | P     | Gloria Gelosa    |
|    | Italia (bandiera)  | C     | Michela Greco    |
|    | Italia (bandiera)  | D     | Eleonora Martino |
|    | Italia (bandiera)  | D     | Camilla Meroni   |
|    | Italia (bandiera)  | C     | Gaia Missaglia   |
|    | Italia (bandiera)  | D     | Federica Moroni  |

| N. |                   | Ruolo | Calciatrice         |
| -- | ----------------- | ----- | ------------------- |
|    | Italia (bandiera) | C     | Alessandra Nencioni |
|    | Italia (bandiera) | C     | Silvia Piva         |
|    | Italia (bandiera) | C     | Ester Postiglione   |
|    | Italia (bandiera) | A     | Alessia Ravasi      |
|    | Italia (bandiera) | C     | Cecilia Re          |
|    | Italia (bandiera) | A     | Agnese Ricco        |
|    | Italia (bandiera) | D     | Elena Rivolta       |
|    | Italia (bandiera) | C     | Ilaria Scolaro      |
|    | Italia (bandiera) | D     | Francesca Sironi    |
|    | Italia (bandiera) | A     | Valentina Velati    |
|    | Italia (bandiera) | P     | Chiara Vignati      |
|    | Italia (bandiera) | A     | Veronica Vinci      |
|    | Italia (bandiera) | D     | Paola Zambetti      |

## Calciomercato

### Sessione estiva
| Acquisti | Acquisti         | Acquisti | Acquisti   |
| R.       | Nome             | da       | Modalità   |
| -------- | ---------------- | -------- | ---------- |
| D        | Francesca Sironi | Riozzese | definitivo |

| Cessioni | Cessioni            | Cessioni     | Cessioni      |
| R.       | Nome                | a            | Modalità      |
| -------- | ------------------- | ------------ | ------------- |
| D        | Anna Duò            |              | fine carriera |
| D        | Cristina Cassanelli | Venezia 1984 | definitivo    |
| D        | Ilaria Franchin     | Brescia      | definitivo    |
| C        | Chiara Dedè         | Brescia      | definitivo    |
| A        | Ines Österle        |              |               |

## Risultati

### Serie A

#### Girone di andata
| Arbitro: | Michele Lombardi (Brescia) |

|                                                     |           |  |
| Parisi 35’ Schiavi 51’ Paliotti 64’ Villar 85’, 90’ | Marcatori |  |

| Arbitro: | Attilio Luca Manzi (Lecco) |

|             |           |                         |
| Gaburro 28’ | Marcatori | 68’ Sabatino 77’ Brutti |

| Arbitro: | Marco Pelanda (Treviglio) |

|                                       |           |                  |
| Alborghetti 35’, 84’ Dapor 63’ (rig.) | Marcatori | 36’, 89’ Balconi |

| Arbitro: | Marcello Rossi (Novara) |

|                     |           |                                                |
| Ricco 63’ Vinci 73’ | Marcatori | 38’ (aut.) Sironi 85’ Ricciardi 89’ Di Patrizi |

| Arbitro: | Marco Cigana (Pordenone) |

|                        |           |           |
| Brumana 9’ (rig.), 80’ | Marcatori | 42’ Ricco |

| Arbitro: | Massimiliano Zappella (Bergamo) |

|  |           |                                             |
|  | Marcatori | 23’ (aut.) Galbiati 45’ Manieri 78’ Fuselli |

| Arbitro: | Jacopo Rossi (Lecco) |

|               |           |                      |
| Bonometti 50’ | Marcatori | 10’ Ricco 79’ Donghi |

| Arbitro: | Luigi Pezzi (Lodi) |

|             |           |                        |
| Balconi 63’ | Marcatori | 16’ Gueli 44’ Marchese |

| Arbitro: | Daniele Alfarè (Mestre) |

|                         |           |           |
| Sedonati 33’ Maglio 46’ | Marcatori | 25’ Ricco |

| Arbitro: | Lorenzo Maggioni (Lecco) |

|                     |           |                             |
| Ricco 7’ Velati 64’ | Marcatori | 6’, 87’ Bonansea 20’ Sodini |

| Arbitro: | Alen Serena (Bassano del Grappa) |

|           |           |                                |
| Turra 74’ | Marcatori | 20’ Vinci 28’ Cereda 65’ Ricco |

#### Girone di ritorno
| Arbitro: | Giorgio Natale Pretalli (Crema) |

|  |           |                                       |
|  | Marcatori | 31’ Parisi 46’ Girelli 62’, 78’ Rocha |

| Arbitro: | Luca Bianchini (Cesena) |

|                                              |           |            |
| Sabatino 16’, 61’ Parejo 21’, 63’ Brutti 45’ | Marcatori | 55’ Sironi |

| Arbitro: | Armando Gentile (Lodi) |

|          |           |                          |
| Ricco 8’ | Marcatori | 82’ Miranda 85’ Vukčević |

| Arbitro: | Matteo Proietti (Terni) |

|                                                      |           |           |
| Cantoro 67’ (rig.) Berarducci 80’ (rig.) Fiaschi 85’ | Marcatori | 83’ Greco |

| Arbitro: | Federico Fossanova (Milano) |

|          |           |                                                                         |
| Vinci 1’ | Marcatori | 12’ (rig.), 28’, 56’ (rig.) Brumana 46’ Camporese 72’ Bonetti 80’ Mauro |

| Arbitro: | Marco Romano (Cagliari) |

|                                                |           |  |
| Iannella 6’, 86’ Domenichetti 44’ Iachelli 80’ | Marcatori |  |

| Arbitro: | Jacopo Rossi (Lecco) |

|                     |           |  |
| Greco 42’ Ricco 62’ | Marcatori |  |

| Arbitro: | Pietro Cazzorla (Aprilia) |

|                         |           |                              |
| Marchese 21’ Pasqui 43’ | Marcatori | 20’ Scolaro 25’ (rig.) Vinci |

| Arbitro: | Carmine Tullio Graziano (Mantova) |

|           |           |                         |
| Greco 68’ | Marcatori | 3’ Bortolus 75’ Berardo |

| Arbitro: | Federico Barbieri (Bra) |

|                                             |           |                        |
| Moretti 29’, 31’ Barbieri 59’ Tavalazzi 68’ | Marcatori | 50’ Costi 91’ Sabatino |

| Arbitro: | Massimo Verga (Bergamo) |

|                                 |           |                                     |
| Donghi 13’ Velati 48’ Greco 75’ | Marcatori | 76’ Mason 86’ Tombola 95’ Capovilla |

### Coppa Italia

#### Seconda fase
| 4 ottobre 2009, ore 15:00 CEST | ACF Milan | 0 – 1 | Fiammamonza |  |

#### Terza fase
| 18 ottobre 2009 | Fiammamonza | 1 – 0 | Mozzanica |  |

#### Quarta fase
| Mortegliano marzo 2010 | Chiasiellis | 4 – 0 referto | Fiammamonza | Stadio comunale Franco Beltrame |

## Statistiche

### Statistiche di squadra
| Competizione | Punti | In casa | In casa | In casa | In casa | In casa | In casa | In trasferta | In trasferta | In trasferta | In trasferta | In trasferta | In trasferta | Totale | Totale | Totale | Totale | Totale | Totale | DR  |
| Competizione | Punti | G       | V       | N       | P       | Gf      | Gs      | G            | V            | N            | P            | Gf           | Gs           | G      | V      | N      | P      | Gf     | Gs     | DR  |
| ------------ | ----- | ------- | ------- | ------- | ------- | ------- | ------- | ------------ | ------------ | ------------ | ------------ | ------------ | ------------ | ------ | ------ | ------ | ------ | ------ | ------ | --- |
| Serie A      | 11    | 11      | 1       | 1       | 9       | 14      | 30      | 11           | 2            | 1            | 8            | 13           | 32           | 22     | 3      | 2      | 17     | 26     | 62     | -36 |
| Coppa Italia | -     | 1       | 1       | 0       | 0       | 1       | 0       | 2            | 1            | 0            | 1            | 1            | 4            | 3      | 2      | 0      | 1      | 2      | 4      | -2  |
| Totale       | -     | 12      | 2       | 1       | 9       | 15      | 30      | 13           | 3            | 1            | 9            | 14           | 34           | 25     | 5      | 2      | 17     | 28     | 66     | -38 |

### Statistiche dei giocatori
Presenze e reti.
| Giocatore      | Serie A  | Serie A | Serie A     | Serie A    | Coppa Italia | Coppa Italia | Coppa Italia | Coppa Italia | Totale   | Totale | Totale      | Totale     |
| Giocatore      | Presenze | Reti    | Ammonizioni | Espulsioni | Presenze     | Reti         | Ammonizioni  | Espulsioni   | Presenze | Reti   | Ammonizioni | Espulsioni |
| -------------- | -------- | ------- | ----------- | ---------- | ------------ | ------------ | ------------ | ------------ | -------- | ------ | ----------- | ---------- |
| P. Balconi     | 22       | 3       | 1           | 0          | 0            | 0            | 0            | 0            | 22       | 3      | 1           | 0          |
| V. Brilli      | 5        | -18     | 1           | 0          | 0            | 0            | 0            | 0            | 5        | -18    | 1           | 0          |
| C. Cereda      | 10       | 0       | 1           | 0          | 0            | 0            | 0            | 0            | 10       | 0      | 1           | 0          |
| L. Cereda      | 18       | 1       | 1           | 0          | 0            | 0            | 0            | 0            | 18       | 1      | 1           | 0          |
| L. Donghi      | 21       | 2       | 3           | 1          | 0            | 0            | 0            | 0            | 21       | 2      | 3           | 1          |
| G. Ferraro     | 18       | -43     | 0           | 1          | 0            | 0            | 0            | 0            | 18       | -43    | 0           | 1          |
| M. Gaburro     | 10       | 1       | 0           | 0          | 0            | 0            | 0            | 0            | 10       | 1      | 0           | 0          |
| E. Galbiati    | 21       | 0       | 2           | 0          | 0            | 0            | 0            | 0            | 21       | 0      | 2           | 0          |
| G. Gelosa      | 0        | 0       | 0           | 0          | 0            | 0            | 0            | 0            | 0        | 0      | 0           | 0          |
| M. Greco       | 6        | 4       | 1           | 1          | 0            | 0            | 0            | 0            | 6        | 4      | 1           | 1          |
| E. Martino     | 0        | 0       | 0           | 0          | 0            | 0            | 0            | 0            | 0        | 0      | 0           | 0          |
| C. Meroni      | 4        | 0       | 0           | 0          | 0            | 0            | 0            | 0            | 4        | 0      | 0           | 0          |
| G. Missaglia   | 6        | 0       | 0           | 0          | 0            | 0            | 0            | 0            | 6        | 0      | 0           | 0          |
| F. Moroni      | 1        | 0       | 0           | 0          | 0            | 0            | 0            | 0            | 1        | 0      | 0           | 0          |
| A. Nencioni    | 20       | 0       | 0           | 0          | 0            | 0            | 0            | 0            | 20       | 0      | 0           | 0          |
| S. Piva        | 13       | 0       | 2           | 0          | 0            | 0            | 0            | 0            | 13       | 0      | 2           | 0          |
| E. Postiglione | 4        | 0       | 0           | 0          | 0            | 0            | 0            | 0            | 4        | 0      | 0           | 0          |
| A. Ravasi      | 0        | 0       | 0           | 0          | 0            | 0            | 0            | 0            | 0        | 0      | 0           | 0          |
| C. Re          | 14       | 0       | 0           | 0          | 0            | 0            | 0            | 0            | 14       | 0      | 0           | 0          |
| A. Ricco       | 17       | 8       | 3           | 0          | 0            | 0            | 0            | 0            | 17       | 8      | 3           | 0          |
| E. Rivolta     | 13       | 0       | 0           | 0          | 0            | 0            | 0            | 0            | 13       | 0      | 0           | 0          |
| I. Scolaro     | 12       | 1       | 0           | 0          | 0            | 0            | 0            | 0            | 12       | 1      | 0           | 0          |
| F. Sironi      | 20       | 1       | 4           | 0          | 0            | 0            | 0            | 0            | 20       | 1      | 4           | 0          |
| V. Velati      | 19       | 2       | 1           | 0          | 0            | 0            | 0            | 0            | 19       | 2      | 1           | 0          |
| C. Vignati     | 0        | 0       | 0           | 0          | 0            | 0            | 0            | 0            | 0        | 0      | 0           | 0          |
| V. Vinci       | 16       | 4       | 0           | 0          | 0            | 0            | 0            | 0            | 16       | 4      | 0           | 0          |
| P. Zambetti    | 8        | 0       | 0           | 0          | 0            | 0            | 0            | 0            | 8        | 0      | 0           | 0          |